# PU-Sarruma
PU-Sarruma (représentant peut-être Hišmi-Šarruma), est un roi de l’empire pré-Hittite dont l’existence est hypothétique. Son existence a été supposée par Emil Forrer mais elle n'est pas communément acceptée. Hishmi-Sharruma correspondrait au grand-père de Hattushili Ier et au père de Labarna Ier et Papahdilmah, mentionnés (mais sans citer leur nom) par Hattusili I. Il aurait régné autour de 1600 av. J.-C.